# Loi Franchimont
La loi Franchimont, qui doit son nom au pénaliste belge Michel Franchimont,  est une loi belge du 12 mars 1998, réformant la procédure pénale.
Elle est aussi appelée le Petit Franchimont. Elle devait être complétée par le Grand Franchimont, approuvé par le Sénat fin 2005, mais qui n'arriva pas à franchir l'écueil de la Chambre des Représentants.

## Objectif
Cette loi modernise la procédure pénale, qui date de 1808.
Elle répond à une partie des exigences qui avaient été posées par les participants à la Marche blanche dans la foulée de l'affaire Dutroux. 
Il s'agit d'un premier élément d'une réforme beaucoup plus vaste de la procédure pénale.
La loi Franchimont règle :
- l'information, qui est dirigée par le procureur, et
- l'instruction, qui est dirigée par le juge d'instruction.

### Renforcement de la sécurité juridique
Tout au long de l'information, le procureur (ou son substitut) examine l'affaire avec l'aide des services de police. Avant cette loi, il n'existait pas de texte stipulant comment police et parquet devaient procéder aux interrogations. Le Sénat a modifié dans l'intérêt de la sécurité juridique, la loi dans ce sens. Parquet et police devront dorénavant rédiger le procès-verbal dans un langage compréhensible. Les personnes interrogées pourront obtenir gratuitement une copie du procès-verbal de leurs déclarations.
Par ailleurs, une personne qui s'estime lésée par un acte d'information ou d'instruction relatif à ses biens aura la possibilité de demander au procureur ou au juge d'instruction de lever la mesure en question.
Il a été inséré dans la loi un paragraphe relatif à la recherche proactive, moyennant l'autorisation écrite du procureur.
Dorénavant, parquet et avocat des victimes auront le droit de fournir des informations à la presse sur les dossiers judiciaires. Mais lors de la divulgation de ces informations, il y a lieu de respecter présomption d'innocence et droit à la vie privée.

### Prise en compte des droits des victimes et des membres de leur famille
À ce propos, la loi introduit les changements les plus importants, influencés par les événements dramatiques des affaires Dutroux et tueurs du Brabant.
L'inculpé ainsi que les victimes et leurs proches ont le droit de consulter le dossier répressif, sans toutefois pouvoir en abuser.
Les victimes et les inculpés peuvent demander au juge d'instruction d'accomplir des actes d'instruction complémentaires. 
Le juge peut rejeter leur requête. Dans ce cas, une possibilité de recours est prévue. 
Toute décision de classement sans suite devra en tout état de cause être motivée.
Les proches de la victime doivent avoir le droit de saluer la dépouille, avant ou après l'autopsie.

### Éliminer les fautes
Ayant constaté que les fautes commises au stade de l'information pouvaient retarder ou entraver la procédure normale et de la sorte permettre à des criminels d'échapper aux sanctions pour cause de fautes de procédure, désormais la chambre des mises en accusation pourra exercer un contrôle interne sur l'instruction, afin d'éliminer certaines irrégularités de la procédure avant l'ouverture du procès.

### Coopération
Dans l'affaire Dutroux une déficience de la communication entre magistrats et services de police a été constatée.
Le procureur détermine la politique d'information qui est menée au sein de son arrondissement. Pour ce faire, il tient compte des directives générales émises par le ministre et le collège des procureurs généraux.
Le procureur et le juge d'instruction mènent l'enquête. 
Pour cela, ils doivent être informés de manière complète par tous les services de police. 
Également, les magistrats doivent transmettre les informations dont ils disposent à leurs collègues d'autres arrondissements.